# Plesiophrictus sericeus
Plesiophrictus sericeus är en spindelart som beskrevs av Pocock 1900. Plesiophrictus sericeus ingår i släktet Plesiophrictus och familjen fågelspindlar. Inga underarter finns listade i Catalogue of Life.